# Noorwegen op de Olympische Zomerspelen 1984
Noorwegen nam deel aan de Olympische Zomerspelen 1984 in Los Angeles. De Noorse equipe won in totaal drie medailles, waarvan een zilveren en twee bronzen.

## Medailleoverzicht
| Sport       | Olympiër                            | Discipline       | Medaille |
| ----------- | ----------------------------------- | ---------------- | -------- |
| Atletiek    | Grete Waitz                         | marathon (v)     | Zilver   |
| Roeien      | Hans Magnus Grepperud Sverre Løkken | twee-zonder (v)  | Brons    |
| Wielersport | Dag Otto Lauritzen                  | wegwedstrijd (m) | Brons    |

## Deelnemers en resultaten

### Atletiek
| Olympiër           | Discipline            | Resultaat | Prestatie |
| ------------------ | --------------------- | --------- | --- |
| Øivind Dahl        | marathon (m)          | 33e       | 2:19.28 |
| Stig Roar Husby    | marathon (m)          | DNF       | niet gefinisht |
| Erling Andersen    | 20km snelwandelen (m) | 8e        | 1:25.54 |
| Lars Ove Moen      | 20km snelwandelen (m) | DNS       | niet gestart |
| Erling Andersen    | 50km snelwandelen (m) | DSQ       | gediskwalificeerd |
| Lars Ove Moen      | 50km snelwandelen (m) | 13e       | 4:15.12 |
| Erling Andersen    | discuswerpen (m)      | 4e        | kwalificatie groep A: 5de met 60,80m finale: 4de met 65,28m |
| Reidar Lorentzen   | speerwerpen (m)       | 15e       | kwalificatie groep B: 5de met 76,62m |
| Per Erling Olsen   | speerwerpen (m)       | 9e        | kwalificatie groep A: 3de met 82,46m finale: 9de met 78,98m |
| Tore Johnsen       | kogelslingeren (m)    | 20e       | kwalificatie groep B: 11de met 65,72m |
| Trond Skramstad    | tienkamp (m)          | 17e       | 100m: 11de in 11,20 verspringen: 7de met 7,18m kogelstoten: 6de met 14,20m hoogspringen: 23ste met 1,85m 400m: 13de in 49,25 110m horden: 13de in 15,08 discuswerpen: 18de met 40,02m polsstokhoogspringen: 10de met 4,50m speerwerpen: 19de met 54,94m 1500m: 18de in 4.43,02 totaal: 7579 punten |
|                    |                       |           | |
| Ingrid Kristiansen | marathon (v)          | 4e        | 2:27.34 |
| Bente Moe          | marathon (v)          | 26e       | 2:40.52 |
| Grete Waitz        | marathon (v)          | Zilver    | 2:26.18 |
| Reidar Lorentzen   | speerwerpen (v)       | 5e        | kwalificatie groep B: 1ste met 62,68m finale: 5de met 64,52m |

### Boksen
| Olympiër     | Discipline  | Resultaat | Prestatie                                                                                                  |
| ------------ | ----------- | --------- | --- |
| Javid Aslam  | -63,5kg (m) | 9e        | 1ste ronde: vrij 2de ronde: W van TGA Lavulo: scheidsrechterlijke beslissing 3de ronde: V van KOR Kim: 0-5 |
| Simen Auseth | -71kg (m)   | 17e       | 1ste ronde: vrij 2de ronde: V van UGA Byarugaba: 1-4                                                       |
| Magne Havnå  | -91kg (m)   | 16e       | 1ste ronde: V van SWE Brock: scheidsrechterlijke beslissing                                                |

### Boogschieten
| Olympiër              | Discipline      | Resultaat | Prestatie                                                                              |
| --------------------- | --------------- | --------- | -------------------------------------------------------------------------------------- |
| Jan Roger Skyttesæter | individueel (m) | 23e       | 1ste ronde: 20ste met 1234 punten 2de ronde: 23ste met 1231 punten totaal: 2465 punten |

### Gymnastiek
| Olympiër               | Discipline               | Resultaat | Prestatie                                                            |
| Ritmisch               | Ritmisch                 | Ritmisch  | Ritmisch                                                             |
| ---------------------- | ------------------------ | --------- | -------------------------------------------------------------------- |
| Schirin Zorriassateiny | individueel (v)          | 20e       | kwalificatie: 19de met 36,100 punten finale: 20ste met 54,300 punten |
| Turnen                 |                          |           |                                                                      |
| Finn Gjertsen          | brug (m)                 | 64e       | kwalificatie: 64ste met 18,75 punten                                 |
| Finn Gjertsen          | paard voltige (m)        | 43e       | kwalificatie: 43ste met 18,80 punten                                 |
| Finn Gjertsen          | rekstok (m)              | 61e       | kwalificatie: 61ste met 18,35 punten                                 |
| Finn Gjertsen          | ringen (m)               | 57e       | kwalificatie: 57ste met 18,95 punten                                 |
| Finn Gjertsen          | sprong (m)               | 53e       | kwalificatie: 53ste met 19,35 punten                                 |
| Finn Gjertsen          | vloer (m)                | 69e       | kwalificatie: 69ste met 18,15 punten                                 |
| Finn Gjertsen          | individuele meerkamp (m) | 63e       | kwalificatie: 63ste met 112,35 punten                                |

### Judo
| Olympiër           | Discipline | Resultaat | Prestatie                                                                            |
| ------------------ | ---------- | --------- | ------------------------------------------------------------------------------------ |
| Alfredo Chinchilla | -65kg (m)  | 14e       | 1ste ronde: vrij 2de ronde: W van USA Agena: yuko 3de ronde: V van SUI Chanson: yuko |
| Frank Evensen      | -71kg (m)  | 19e       | 1ste ronde: V van USA Swain: yusei-gachi                                             |
| Fridtjof Thoen     | -76kg (m)  | 35e       | 1ste ronde: V van TUR Yeşilnur: yuko                                                 |

### Kanovaren
| Olympiër                                                      | Discipline    | Resultaat | Prestatie |
| ------------------------------------------------------------- | ------------- | --------- | --- |
| Robert Rozanski                                               | C-1 500m (m)  | 8e        | serie 1: 6de in 2.13,21 herkansingen: 1ste in 2.08,30 halve finale 3: 3de in 2.06,87 finale: 8ste in 2.02,12 |
| Einar Rasmussen                                               | K-1 500m (m)  | 13e       | serie 3: 5de in 1.55,58 herkansingen: 1ste in 1.54,10 halve finale 3: 4de in 1.52,02                         |
| Einar Rasmussen                                               | K-1 1000m (m) | 17e       | serie 3: 3de in 3.57,68 halve finale 2: 6de in 4.09,77                                                       |
| Rein Gilje Eddie Kalleklev                                    | K-2 500m (m)  | 13e       | serie 1: 5de in 1.40,30 herkansingen: 2de in 1.40,80 halve finale 3: 5de in 1.38,64                          |
| Harald Amundsen Einar Rasmussen                               | K-2 1000m (m) | 12e       | serie 1: 5de in 3.44,60 herkansingen: 2de in 3.43,61 halve finale 3: 5de in 3.34,77                          |
| Finn Borchgrevink Frank Johannesen Geir Kvillum Arne Slettsjø | K-4 1000m (m) | 10e       | serie 1: 6de in 3.10,93 herkansingen: 3de in 3.18,04 halve finale 1: 4de in 3.07,97                          |
|                                                               |               |           | |
| Ingeborg Rasmussen                                            | K-1 500m (v)  | 10e       | serie 2: 5de in 2.09,33 halve finale: 4de in 2.04,46                                                         |
| Kari Ofstad Anne Wahl                                         | K-2 500m (v)  | 7e        | serie 2: 5de in 1.56,19 halve finale: 2de in 1.55,98 finale: 7de in 1.51,61                                  |
| Wenche Lægried Kari Ofstad Ingeborg Rasmussen Anne Wahl       | K-4 500m (v)  | 6e        | 1.42,97 |

### Paardensport
| Olympiër       | Discipline     | Resultaat      | Prestatie                               |
| Springconcours | Springconcours | Springconcours | Springconcours                          |
| -------------- | -------------- | -------------- | --------------------------------------- |
| Ove Hansen     | individueel    | 29e            | 1ste ronde: 29ste met 16,50 strafpunten |

### Roeien
| Olympiër                                         | Discipline      | Resultaat | Prestatie |
| ------------------------------------------------ | --------------- | --------- | --- |
| Lars Bjønness                                    | skiff (m)       | 13e       | serie 3: 4de in 7.39,80 herkansingen: 4de in 7.29,01                                                         |
| Alf Hansen Rolf Thorsen                          | dubbel-twee (m) | 10e       | serie 1: 3de in 6.43,01 herkansingen: 3de in 6.43,44 finale B: 4de in 6.43,44                                |
| Hans Magnus Grepperud Sverre Løken               | twee-zonder (m) | Brons     | serie 2: 1ste in 6.56,29 halve finale 1: 1ste in 6.53,52 finale: 3de in 6.51,81                              |
| Ivan Enstad Pål Sandli Espen Thorsen Vetle Vinje | dubbel-vier (m) | 8e        | serie 2: 5de in 6.09,72 herkansingen: 3de in 6.09,11 finale B: 2de in 6.12,18                                |
|                                                  |                 |           | |
| Lisa Scheibert                                   | skiff (v)       | 12e       | serie 3: 4de in 3.55,80 herkansingen: 3de in 3.56,31 halve finale 1: 5de in 4.04,62 finale B: 6de in 4.00,70 |
| Solfrid Johansen Haldis Lenes                    | dubbel-twee (v) | 5e        | serie 2: 1ste in 3.27,87 finale: 5de in 3.32,09                                                              |

### Schermen
| Olympiër                                                              | Discipline     | Resultaat | Prestatie |
| --------------------------------------------------------------------- | -------------- | --------- | --- |
| Nils Koppang                                                          | degen (m)      | 11e       | 1ste ronde groep 8: 1ste W van CHN Zong: 5-3 W van ESP Fernández: 5-3 W van BEL Joos: 5-3 W van HKG Liu: 5-1 2de ronde groep 3: 3de V van SWE Väggö: 2-5 V van ITA Bellone: 4-5 W van EGY Abdulrahman: 5-2 W van VEN Magallanes: 5-2 W van BEL Joos: 5-0 3de ronde groep 2: 2de V van ITA Mazzoni: 0-5 W van SWE Väggö: 5-4 W van SUI Giger: 5-4 W van GBR Paul: 5-2 W van GBR Llewellyn: 5-1 4de ronde: W van FRG Borrmann: 10-8 5de ronde: V van FRA Boisse: 8-10 herkansingen: V van FRA Riboud: 7-10     |
| John Hugo Pedersen                                                    | degen (m)      | 55e       | 1ste ronde groep 12: 6de V van SUI Nigon: 1-5 V van KUW Hasan: 2-5 V van ITA Cuomo: 2-5 V van NZL Cocker: 4-5 W van KOR Kim: 5-4 |
| Ivar Schjøtt                                                          | degen (m)      | DNS       | niet gestart |
| Bård Vonen                                                            | degen (m)      | 16e       | 1ste ronde groep 11: 3de V van FRA Riboud: 4-5 V van ITA Bellone: 3-5 W van HKG Cunningham: 5-3 W van KUW Al-Khurafi: 5-4 V van AUT Lembacher: 3-5 2de ronde groep 8: 3de V van FRA Riboud: 0-5 V van CHN Cui: 2-5 W van ESP Fernández: 5-2 W van BEL Soumagne: 5-2 W van SWE Forslöw: 5-4 3de ronde groep 1: 4de V van FRA Riboud: 3-5 V van FRG Borrmann: 1-5 W van ITA Cuomo: 5-2 W van CAN Perreault: 5-4 V van USA Trevor: 3-5 4de ronde: V van FRA Boisse: 5-10 herkansingen: V van FRG Borrmann: 6-10 |
| Paal Frisvold Nils Koppang John Hugo Pedersen Ivar Schjøtt Bård Vonen | degen team (m) | 11e       | 1ste ronde groep 2: 3de V van Bondsrepubliek Duitsland: 2-9 V van Groot-Brittannië: 4-9 W van Hongkong: 9-2 |
| Jeppe Normann                                                         | floret (m)     | 56e       | 1ste ronde groep 7: 6de V van FRG Behr: 4-5 V van AUS Benko: 0-5 V van CHN Yu: 1-5 V van EGY El-Husseini: 1-5 V van HKG Lam: 3-5 |

### Schietsport
| Olympiër             | Discipline                 | Resultaat | Prestatie                         |
| -------------------- | -------------------------- | --------- | --------------------------------- |
| Per Erik Løkken      | 10m luchtgeweer (m)        | 25e       | 575 punten: (96-94-95-99-95-96)   |
| Harald Stenvaag      | 10m luchtgeweer (m)        | 7e        | 582 punten: (96-98-98-93-99-98)   |
| John Duus            | 50m geweer 3 houdingen (m) | 11e       | 1146 punten: (396-385-365)        |
| Harald Stenvaag      | 50m geweer 3 houdingen (m) | 14e       | 1145 punten: (400-377-368)        |
| John Duus            | 50m geweer liggend (m)     | 7e        | 594 punten: (100-99-98-100-99-98) |
| Harald Stenvaag      | 50m geweer liggend (m)     | 17e       | 591 punten: (100-97-98-98-98-100) |
| Rolf Lofstad         | 50m pistool (m)            | 45e       | 523 punten: (87-83-88-85-90-90)   |
| Kenneth Skoglund     | 50m bewegend doel (m)      | 6e        | 576 punten: (292-284)             |
|                      |                            |           |                                   |
| Anne Grethe Jeppesen | 10m luchtgeweer (v)        | 11e       | 384 punten: (98-97-96-93)         |
| Siri Landsem         | 10m luchtgeweer (v)        | 7e        | 381 punten: (94-93-99-95)         |
| Anne Grethe Jeppesen | 50m geweer 3 houdingen (v) | 5e        | 574 punten: (196-188-190)         |
| Siri Landsem         | 50m geweer 3 houdingen (v) | 17e       | 562 punten: (195-183-184)         |

### Schoonspringen
| Olympiër          | Discipline    | Resultaat | Prestatie                                                        |
| ----------------- | ------------- | --------- | ---------------------------------------------------------------- |
| Jon Grunde Vegard | 3m plank (m)  | 13e       | voorronde: 13de met 531,48 punten                                |
| Jon Grunde Vegard | 10m toren (m) | 11e       | voorronde: 7de met 494,67 punten finale: 11de met 449,55 punten  |
|                   |               |           |                                                                  |
| Tine Tollan       | 3m plank (v)  | 14e       | voorronde: 14de met 419,55 punten                                |
| Tine Tollan       | 10m toren (v) | 12e       | voorronde: 12de met 341,31 punten finale: 12de met 315,72 punten |

### Voetbal
| Olympiër | Discipline | Resultaat | Prestatie                                                           |
| --- | ---------- | --------- | ------------------------------------------------------------------- |
| Stein Kollshaugen Jan Berg Per Edmund Mordt André Krogsæter Egil Johansen Erik Thorstvedt Joar Vaadal Kai Erik Herlovsen Knut Torbjørn Eggen Arve Seland Per Egil Ahlsen Stein Gran Svein Fjælberg Terje Kojedal Tom Sundby Ola By Rise Trond Sirevåg | mannen     | 9e        | groep A: 3de G van Chili: 0-0 V van Frankrijk: 1-2 W van Qatar: 2-0 |

| Groep A |           |             |             |             |             |            |            |            |        |
| #       | Land      | Wedstrijden | Wedstrijden | Wedstrijden | Wedstrijden | Doelpunten | Doelpunten | Doelpunten | Punten |
| #       | Land      | G           | W           | G           | V           | V          | T          | Saldo      | Punten |
| 1       | Frankrijk | 3           | 1           | 2           | 0           | 5          | 4          | +1         | 4      |
| 2       | Chili     | 3           | 1           | 2           | 0           | 2          | 1          | +1         | 4      |
| 3       | Noorwegen | 3           | 1           | 1           | 1           | 3          | 2          | +1         | 3      |
| 4       | Qatar     | 3           | 0           | 1           | 2           | 2          | 5          | -3         | 1      |

| Ronde      | Datum  | Plaats    | Land | Score     | Land |
| ---------- | ------ | --------- | ---- | --------- | ---- |
| Groepsfase |        |           |      |           |      |
| 29 juli    | Boston | Noorwegen | 0-0  | Chili     |      |
| 31 juli    | Boston | Noorwegen | 1-2  | Frankrijk |      |
| 2 augustus | Boston | Qatar     | 0-2  | Noorwegen |      |

### Wielersport
| Olympiër                                                       | Discipline         | Resultaat | Prestatie      |
| Baan                                                           | Baan               | Baan      | Baan           |
| -------------------------------------------------------------- | ------------------ | --------- | -------------- |
| Rolf Morgan Hansen                                             | tijdrit (m)        | 11e       | 1.07,94        |
| Weg                                                            |                    |           |                |
| Atle Kvålsvoll                                                 | wegwedstrijd (m)   | 20e       | 5:06.45        |
| Dag Otto Lauritzen                                             | wegwedstrijd (m)   | Brons     | 5:00.18        |
| Hans Petter Ødegård                                            | wegwedstrijd (m)   | DNF       | niet gefinisht |
| Morten Sæther                                                  | wegwedstrijd (m)   | 4e        | 5:00.18        |
| Dag Hopen Hans Petter Ødegård Arnstein Raunehaug Morten Sæther | ploegentijdrit (m) | 10e       | 2:07.05        |
|                                                                |                    |           |                |
| Unni Larsen                                                    | wegwedstrijd (v)   | 4e        | 2:11.14        |
| Nina Søby                                                      | wegwedstrijd (v)   | 18e       | 2:13.28        |
| Hege Stendahl                                                  | wegwedstrijd (v)   | 19e       | 2:13.28        |

### Worstelen
| Olympiër       | Discipline     | Resultaat      | Prestatie |
| Grieks-Romeins | Grieks-Romeins | Grieks-Romeins | Grieks-Romeins |
| -------------- | -------------- | -------------- | --- |
| Lars Rønningen | -48kg (m)      | 8e             | groep B: 4de V van FRG Scherer: 0,5-3,5 V van JPN Saito: 0-4                                                      |
| Jon Rønningen  | -52kg (m)      | 8e             | groep A: 3de W van SWE Bükk: 4-0 V van ROU Cișmaș: 1-3 V van JPN Miyahara: 1-3 5-6de plek: W van FIN Halonen: 4-0 |
| Ronny Sigde    | -57kg (m)      | 9e             | groep A: 5de W van FIN Seppälä: 3-1 V van ITA Caltabiano: 1-3 V van SWE Ljungbeck: 0-4                            |
| Morten Brekke  | -62kg (m)      | 15e            | groep A: 8ste V van USA Kuzu: 0-3 V van SWE Johansson: 1-3                                                        |
| Klaus Mysen    | -82kg (m)      | 11e            | groep A: 6de V van ROU Draica: 1-3 V van SWE Claeson: 1-3                                                         |

### Zeilen
| Olympiër                                    | Discipline     | Resultaat | Prestatie                             |
| ------------------------------------------- | -------------- | --------- | ------------------------------------- |
| Svein Rasmussen                             | windglider (m) | 11e       | 89,4 punten: (5-DSQ-6-12-6-14-12)     |
|                                             |                |           |                                       |
| Per Arne Nilsen                             | finn           | 21e       | 133,0 punten: (15-13-DSQ-16-17-18-18) |
| Per Ferskaug Halvor Ramel Smith             | finn           | 17e       | 117,0 punten: (14-13-17-15-15-15-9)   |
| Dag Usterud Børre Skui Stein Lund Halvorsen | soling         | 5e        | 57,7 punten: (11-1-8-4-3-7-DSQ)       |

### Zwemmen
| Olympiër          | Discipline           | Resultaat | Prestatie                                            |
| ----------------- | -------------------- | --------- | ---------------------------------------------------- |
| Arne Borgstrøm    | 400m vrije slag (m)  | 13e       | serie 5: 4de in 3.57,88 finale B: 5de in 3.57,46     |
| Jan-Erick Olsen   | 100m schoolslag (m)  | 21e       | serie 4: 4de in 1.05,43 (NR)                         |
| Jan-Erick Olsen   | 200m schoolslag (m)  | 25e       | serie 2: 4de in 2.25,75                              |
| Arne Borgstrøm    | 200m wisselslag (m)  | 14e       | serie 1: 3de in 2.08,09 finale B: 6de in 2.08,03     |
| Arne Borgstrøm    | 400m wisselslag (m)  | 11e       | serie 2: 4de in 4.38,37 finale B: 3de in 4.28,20     |
|                   |                      |           |                                                      |
| Lise-Lotte Nylund | 100m rugslag (v)     | DNS       | serie 4: niet gestart                                |
| Lise-Lotte Nylund | 200m rugslag (v)     | DNS       | serie 1: niet gestart                                |
| Kathrine Bomstad  | 200m vlinderslag (v) | 18e       | serie 3: 5de in 2.19,46                              |
| Kathrine Bomstad  | 200m wisselslag (v)  | 8e        | serie 4: 2de in 2.19,88 (NR) finale: 8ste in 2.20,48 |
| Beda Leirvaag     | 200m wisselslag (v)  | DNS       | serie 4: niet gestart                                |
| Kathrine Bomstad  | 400m wisselslag (v)  | 8e        | serie 2: 3de in 4.52,74 finale: 8ste in 4.53,28      |
| Beda Leirvaag     | 400m wisselslag (v)  | DNS       | serie 1: niet gestart                                |

Algerije · Amerikaanse Maagdeneilanden · Andorra · Antigua en Barbuda · Argentinië · Australië · Bahama’s · Bahrein · Bangladesh · Barbados · België · Belize · Benin · Bermuda · Bhutan · Birma · Bolivia · Bondsrepubliek Duitsland · Botswana · Brazilië · Britse Maagdeneilanden · Canada · Centraal-Afrikaanse Republiek · Chili · China · Chinees Taipei · Colombia · Congo-Brazzaville · Costa Rica · Cyprus · Denemarken · Djibouti · Dominicaanse Republiek · Ecuador · Egypte · El Salvador · Equatoriaal-Guinea · Fiji · Filipijnen · Finland · Frankrijk · Gabon · Gambia · Ghana · Grenada · Griekenland · Groot-Brittannië · Guatemala · Guinee · Guyana · Haïti · Honduras · Hongkong · Ierland · IJsland · India · Indonesië · Irak · Israël · Italië · Ivoorkust · Jamaica · Japan · Joegoslavië · Jordanië · Kaaimaneilanden · Kameroen · Kenia · Koeweit · Lesotho · Libanon · Liberia · Liechtenstein · Luxemburg · Madagaskar · Malawi · Maleisië · Mali · Malta · Marokko · Mauritanië · Mauritius · Mexico · Monaco · Mozambique · Nederland · Nederlandse Antillen · Nepal · Nicaragua · Nieuw-Zeeland · Niger · Nigeria · Noord-Jemen · Noorwegen · Oeganda · Oman · Oostenrijk · Pakistan · Panama · Papoea-Nieuw-Guinea · Paraguay · Peru · Portugal · Puerto Rico · Qatar · Roemenië · Rwanda · Salomonseilanden · Samoa · San Marino · Saoedi-Arabië · Senegal · Seychellen · Sierra Leone · Singapore · Soedan · Somalië · Spanje · Sri Lanka · Suriname · Swaziland · Syrië · Tanzania · Thailand · Togo · Tonga · Trinidad en Tobago · Tsjaad · Tunesië · Turkije · Uruguay · Venezuela · Verenigde Arabische Emiraten · Verenigde Staten · Zaïre · Zambia · Zimbabwe · Zuid-Korea · Zweden · Zwitserland